# Bukarests ärkestift
Bukarests ärkestift (rumänska: Arhiepiscopia Bucureștilor) är ett stift i den Rumänsk-ortodoxa kyrkan.
Stiftets nuvarande (2025) överhuvud är Daniel av Rumänien, som också är Rumänsk-ortodoxa kyrkans patriark.